# Byer i Grønland
Dette er en liste over byer i Grønland. By bruges lidt løst om bebyggede områder i Grønland, da hovedstaden og den mest folkerige by har 19.279 indbyggere. I Grønland findes to slags bebyggelser; illoqarfik (grønlandsk for by) og nunaqarfik (grønlandsk for bygd). Forskellen mellem de to er mindsket efter nye administrative områder blev introduceret i 2009, hvorved de tidligere kommunale hovedbyer mistede indflydelse.
I oktober 2021 havde Grønland 56.523 indbyggere, som alle boede langs kysten eller på øer omkring Grønland. Der findes ingen permanente bosættelser på Indlandsisen; der findes kun forskningsstationer der er beboet i dele af året.

## Byer med mere end 1.000 indbyggere
Der er 13 byer i Grønland med et indbyggertal på mere end 1.000:
| Rang | Indbyggertal | Grønlandsk navn | Dansk navn                    | Kommune    |
| ---- | ------------ | --------------- | ----------------------------- | ---------- |
| 1    | 19,279       | Nuuk            | Godthåb Godthaab Ny-Herrnhut  | Sermersooq |
| 2    | 5,620        | Sisimiut        | Holsteinsborg                 | Qeqqata    |
| 3    | 4,737        | Ilulissat       | Jakobshavn                    | Avannaata  |
| 4    | 3,038        | Qaqortoq        | Julianehåb Julianehaab        | Kujalleq   |
| 5    | 2,980        | Aasiaat         | Egedesminde                   | Qeqertalik |
| 6    | 2,449        | Maniitsoq       | Nye-Sukkertoppen Sukkertoppen | Qeqqata    |
| 7    | 1,914        | Tasiilaq        | Ammassalik Angmagssalik       | Sermersooq |
| 8    | 1,450        | Uummannaq       | Uummannaq                     | Avannaata  |
| 9    | 1,315        | Narsaq          | Nordprøven                    | Kujalleq   |
| 10   | 1,233        | Paamiut         | Frederikshåb Frederikshaab    | Sermersooq |
| 11   | 1,139        | Nanortalik      | Nanortalik                    | Kujalleq   |
| 12   | 1,102        | Upernavik       | Upernavik                     | Avannaata  |
| 13   | 1,041        | Qasigiannguit   | Christianshåb Christianshaab  | Qeqertalik |

## Byer med mellem 200 og 1.000 indbyggere
Der er 14 byer i Grønland med et indbyggertal på mellem 200 og 1.000:
| Rang | Indbyggertal | Grønlandsk navn  | Dansk navn                                         | Kommune    |
| ---- | ------------ | ---------------- | -------------------------------------------------- | ---------- |
| 14   | 833          | Qeqertarsuaq     | Godhavn Lievely                                    | Qeqertalik |
| 15   | 591          | Qaanaaq          | Thule                                              | Avannaata  |
| 16   | 505          | Kangaatsiaq      | —                                                  | Qeqertalik |
| 17   | 460          | Kangerlussuaq    | Sondrestrom Air Base Søndre Strømfjord Sondrestrom | Qeqqata    |
| 18   | 436          | Kullorsuaq       | —                                                  | Avannaata  |
| 19   | 343          | Ittoqqortoormiit | Scoresbysund                                       | Sermersooq |
| 20   | 293          | Kangaamiut       | Gammel Sukkertoppen Sukkertoppen                   | Qeqqata    |
| 21   | 258          | Tasiusaq         | —                                                  | Avannaata  |
| 22   | 249          | Saattut          | —                                                  | Avannaata  |
| 23   | 247          | Kuummiut         | —                                                  | Sermersooq |
| 24   | 244          | Ikerasak         | —                                                  | Avannaata  |
| 25   | 242          | Niaqornaarsuk    | —                                                  | Qeqertalik |
| 26   | 215          | Kulusuk          | Kap Dan                                            | Sermersooq |
| 27   | 208          | Nuussuaq         | Kraulshavn                                         | Avannaata  |

## Byer med mellem 100 og 200 indbyggere
Der er 14 byer i Grønland med et indbyggertal på mellem 100 og 200:
| Rang | Indbyggertal | Grønlandsk navn    | Dansk navn          | Kommune    |
| ---- | ------------ | ------------------ | ------------------- | ---------- |
| 28   | 199          | Upernavik Kujalleq | Søndre Upernavik    | Avannaata  |
| 29   | 197          | Attu               | —                   | Qeqertalik |
| 30   | 196          | Atammik            | —                   | Qeqqata    |
| 31   | 193          | Sermiligaaq        | —                   | Sermersooq |
| 32   | 152          | Innaarsuit         | —                   | Avannaata  |
| 33   | 162          | Qaarsut            | —                   | Avannaata  |
| 34   | 176          | Qeqertarsuatsiaat  | Fiskenæsset         | Sermersooq |
| 35   | 167          | Alluitsup Paa      | Sydprøven           | Kujalleq   |
| 36   | 136          | Ukkusissat         | —                   | Avannaata  |
| 37   | 153          | Aappilattoq        | —                   | Avannaata  |
| 38   | 155          | Saqqaq             | Solsiden            | Avannaata  |
| 39   | 139          | Kangersuatsiaq     | Prøven              | Avannaata  |
| 40   | 153          | Narsarsuaq         | Narsarsuaq Air Base | Kujalleq   |
| 41   | 117          | Qeqertaq           | Øen                 | Avannaata  |

## Byer med færre end 100 indbyggere
Der er 30 bygder i Grønland med et indbyggertal på færre end 100:
| Rang | Indbyggertal | Grønlandsk navn       | Dansk navn                              | Kommune    |
| ---- | ------------ | --------------------- | --------------------------------------- | ---------- |
| 42   | 99           | Aappilattoq           | —                                       | Kujalleq   |
| 43   | 98           | Ikerasaarsuk          | —                                       | Qeqertalik |
| 44   | 83           | Sarfannguit           | —                                       | Qeqqata    |
| 45   | 82           | Arsuk                 | —                                       | Sermersooq |
| 45   | 82           | Eqalugaarsuit         | —                                       | Kujalleq   |
| 45   | 82           | Tiilerilaaq           | —                                       | Sermersooq |
| 48   | 81           | Narsarmijit           | Friedrichsthal Frederiksdal Herjolfsnes | Kujalleq   |
| 49   | 79           | Itilleq               | —                                       | Qeqqata    |
| 50   | 78           | Napasoq               | —                                       | Qeqqata    |
| 51   | 75           | Ikamiut               | —                                       | Qeqertalik |
| 52   | 70           | Qassiarsuk            | Brattahlíð                              | Kujalleq   |
| 53   | 69           | Iginniarfik           | —                                       | Qeqertalik |
| 54   | 62           | Akunnaaq              | —                                       | Qeqertalik |
| 55   | 61           | Savissivik Havighivik | —                                       | Avannaata  |
| 55   | 61           | Kitsissuarsuit        | Hunde Ejlande                           | Qeqertalik |
| 57   | 59           | Tasiusaq              | —                                       | Kujalleq   |
| 58   | 52           | Isertoq               | —                                       | Sermersooq |
| 59   | 50           | Nutaarmiut            | —                                       | Avannaata  |
| 60   | 48           | Ilimanaq              | Claushavn                               | Avannaata  |
| 61   | 45           | Kapisillit            | —                                       | Sermersooq |
| 62   | 43           | Naajaat               | —                                       | Avannaata  |
| 62   | 43           | Ammassivik            | Sletten                                 | Kujalleq   |
| 64   | 42           | Siorapaluk Hiurapaluk | —                                       | Avannaata  |
| 65   | 39           | Niaqornat             | —                                       | Avannaata  |
| 66   | 36           | Oqaatsut              | Rodebay                                 | Avannaata  |
| 66   | 36           | Igaliku               | Garðar Igaliko                          | Kujalleq   |
| 68   | 29           | Qeqertat              | —                                       | Avannaata  |
| 69   | 23           | Saarloq               | —                                       | Kujalleq   |
| 70   | 14           | Qassimiut             | —                                       | Kujalleq   |
| 71   | 13           | Kangerluk             | Diskofjord                              | Qeqertalik |
| 72   | 48           | Nuugaatsiaq           | —                                       | Avannaata  |